# Птах-гончар темноголовий
Птах-гончар темноголовий (Thripadectes rufobrunneus) — вид горобцеподібних птахів родини горнерових (Furnariidae). Мешкає в Коста-Риці і Панамі.

## Опис

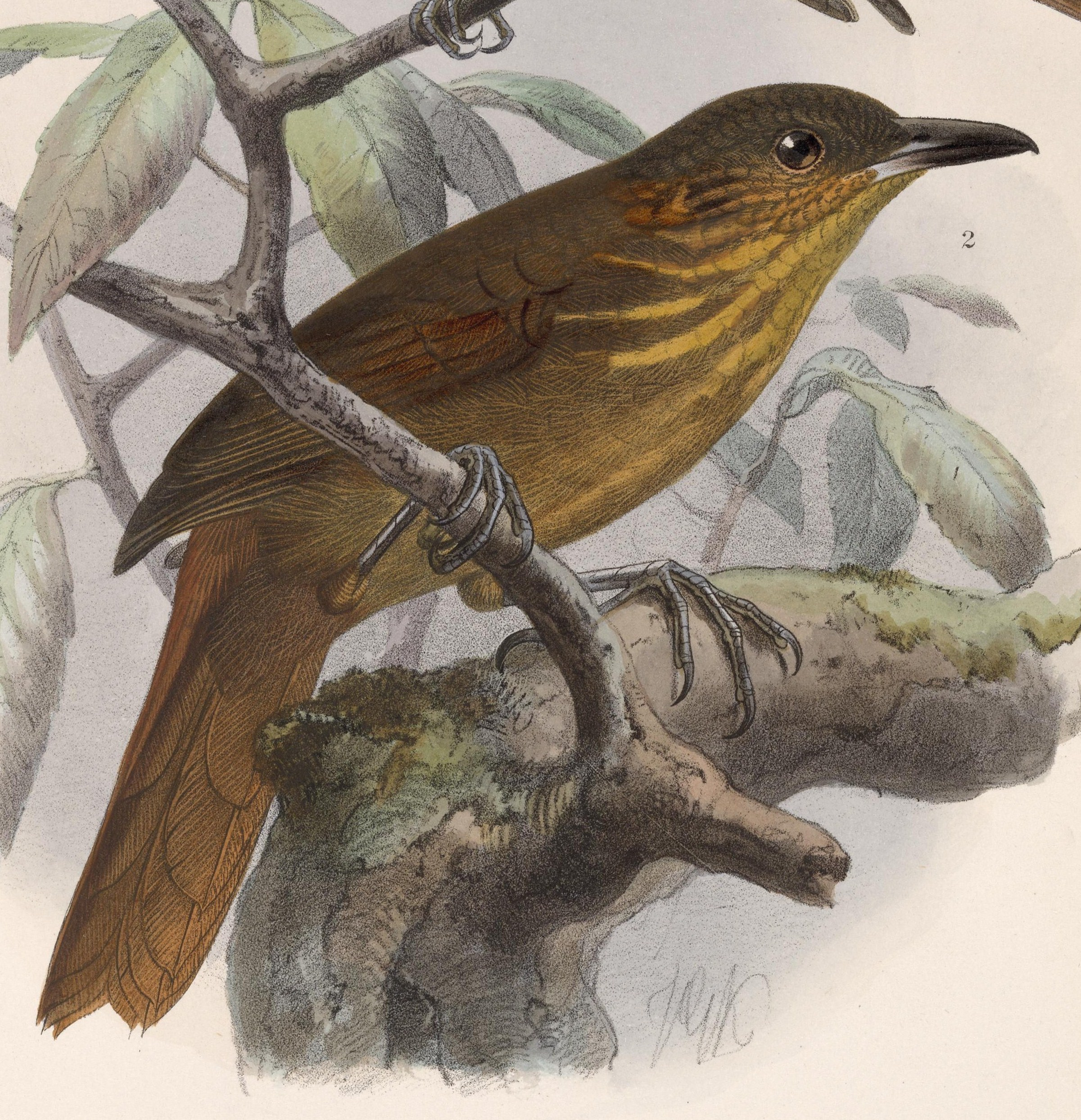
Темноголовий птах-гончар

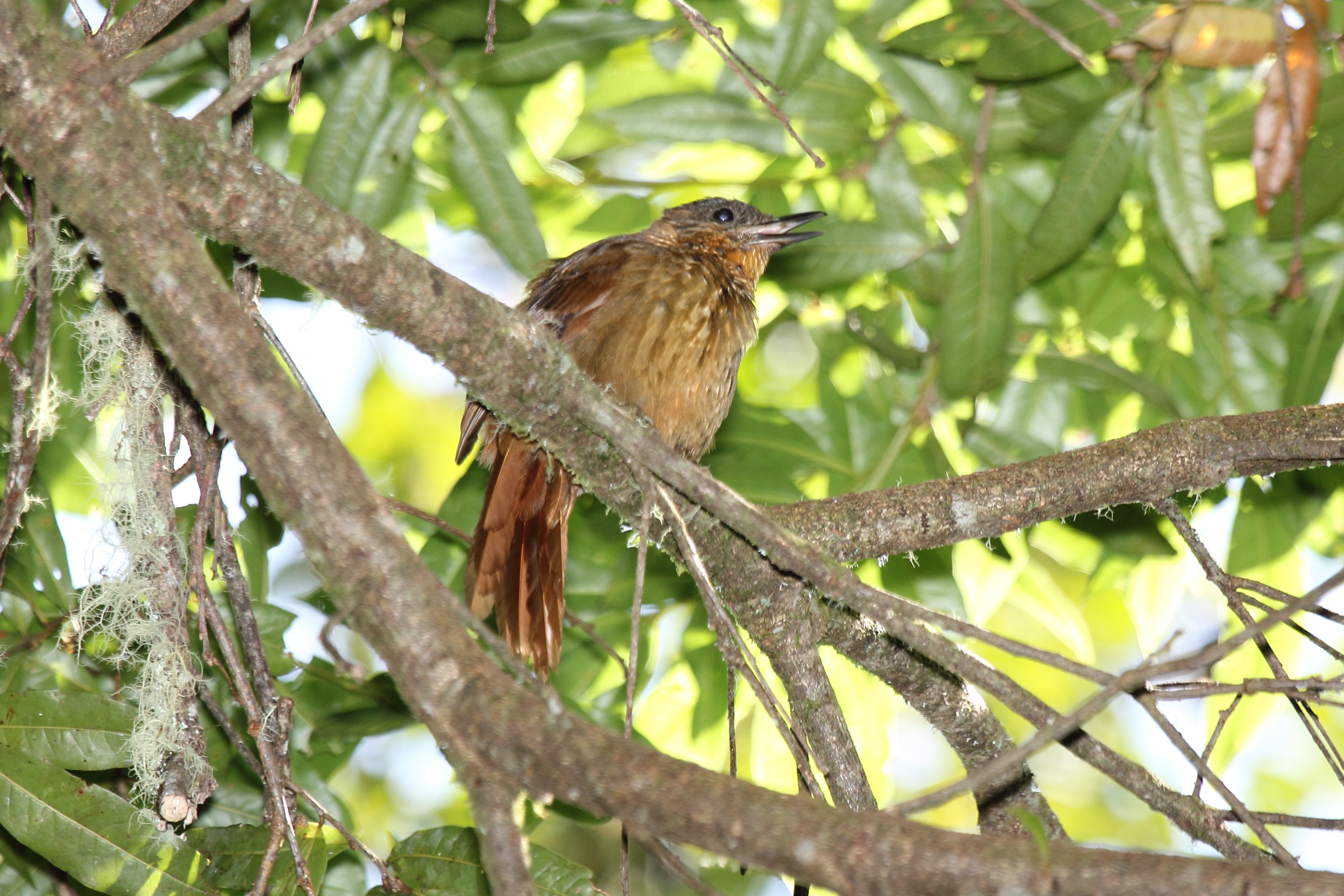
Темноголовий птах-гончар

Довжина птаха становить 21,5 см, вага 54 г. Тім'я темно-коричневе з чорним лускоподібним візерунком. Верхня частина тіла коричнева, надхвістя і хвіст руді. Горло охристе, нижня частина тіла рудувато-коричнева, груди поцятковані охристими смужками. Дзьоб товстий, чорний. Молоді птахи мають блідіше забарвлення з ширшими, але менш чіткими смугами на грудях.

## Поширення і екологія
Темноголові птахи-гончарі мешкають в горах Коста-Рики і західної Панами (на схід до Вераґуаса). Вони живуть у вологих гірських тропічних лісах та заболочених лісах. Зустрічаються на висоті від 700 до 3000 м над рівнем моря.

## Поведінка
Темноголові птахи-гончарі зустрічаються поодинці, іноді приєднуються до змішаних зграй птахів. Живляться великими комахами, павуками, дрібними амфібіями і ящірками, яких шукають в підліску. Сезон розмноження триває з лютого по серпень. Гніздо широке, блюдцеподібне, зроблене з гілочок, розміщується в норі глибиною приблизно 60 см. В кладці 2 яйця.